# Yuji Tsukada
Yuji Tsukada (塚田 雄二 Tsukada Yuji?, nacido el 28 de diciembre de 1957 en Yamanashi) es un exfutbolista japonés que se desempeñaba como centrocampista y entrenador.

## Clubes

### Como futbolista
| Club    | País  | Año         |
| ------- | ----- | ----------- |
| Kofu SC | Japón | 1980 - 1989 |

### Como entrenador
| Club           | País  | Año         |
| -------------- | ----- | ----------- |
| Ventforet Kofu | Japón | 1995 - 1998 |
| Ventforet Kofu | Japón | 2000        |
| Cerezo Osaka   | Japón | 2003        |
| Cerezo Osaka   | Japón | 2006        |